# Estación Casma
Casma es una estación de ferrocarril de Chile en desuso que se encuentra en la localidad del mismo nombre en la comuna de Frutillar, Región de Los Lagos. Fue construida originalmente como parte de la extensión final del longitudinal sur que unió a la estación Osorno con la estación Puerto Montt. 

## Historia
La estación se inauguró junto con la llegada del ferrocarril a la zona en 1907. Hasta 1913 tuvo el nombre de «Copio», siendo cambiado a «Casma» mediante decreto del 12 de abril de dicho año.
Con el cese de los servicios hacia el sur a finales de la década de 1990, la estación cayó en desuso. Actualmente es utilizada como residencia particular.